# Beklierde heggenroos
Beklierde heggenroos (Rosa tomentella, synoniemen: Rosa balsamica, Rosa obtusifolia) is een plantensoort uit de rozenfamilie (Rosaceae). Rosa balsamica zou een synoniem zijn van Rosa canina.

## Determinatie
Beklierde heggenroos vormt rechtopgaande, losse struiken die een hoogte bereiken van 1,5–3,0 m. Op de lange, boogvormig overhangende, onbeklierde takken zitten gekromde stekels, die een brede basis hebben. De bladeren zijn meestal zeventallig geveerd met elliptische, 2,0–3,5 cm lange en 1,5–2,0 cm brede dubbel- tot meervoudig gezaagde deelblaadjes. De deelblaadjes hebben een spitse top. Ze zijn aan de onderkant donsachtig behaard en hebben roodachtige zittende klieren. Ze zijn aan de bovenkant onbehaard of zwak behaard en klierloos. De blaadjes zijn bij wrijving geurloos. De steunblaadjes zijn aan de bovenkant onbehaard en onbeklierd en aan de onderkant aanliggend behaard. Aan de rand van de steunblaadjes zitten klieren met wimpers. De bladsteel en bladspil zijn rondom behaard en hebben zittende, roodachtige klieren. Ze hebben geen kleine stekels.
Beklierde heggenroos bloeit van juni tot in augustus met ronde, bleekroze of witte, 3,5–4,5 cm grote bloemen. De behaarde kelkbladen hebben meestal geen klieren. De na de bloei teruggeslagen kelkbladen vallen voor de rijping van de rozenbottel af. De bloemstelen zijn niet behaard. De vrije stijl is zwak behaard.
De helderrode, kale, vlezige, bolvormige tot eivormige, 1–2 cm lange en 0,8–1 cm brede, onbeklierde rozenbottel is een bloembodem met daarin de nootjesachtige vruchten. De 1–2 cm lange steel van de rozenbottel is kaal en meestal niet beklierd. Het stijlkanaal is 0,5–0,9 mm groot.
Het aantal chromosomen is 2n = 35.

## Gelijkende taxa
Beklierde heggenroos kan lijken op een relatief groot aantal andere soorten en nothospecies uit het geslacht Rosa. Zo kan ze soms worden verward met egelantier; maar bij beklierde heggenroos ontbreken echter gesteelde klieren onderaan de blaadjes en ontbreekt ook de typische appelgeur. Ook lijkt beklierde heggenroos op Rosa ×timbalii en Rosa ×avrayensis.

## Ecologie
Beklierde heggenroos komt voor op vrij droge, kalkhoudende grond op zeeduinen, zonnige bosranden, hellingen, in hagen, struwelen en grazige ruigten.

### Syntaxonomie
In de syntaxonomie staat beklierde heggenroos te boek als kensoort voor de klasse van doornstruwelen (Rhamno-Prunetea).

## Verspreiding
Het natuurlijke verspreidingsgebied van beklierde heggenroos strekt zich uit over Europa, vooral het noordelijke deel van Centraal-Europa. In Nederland is het een zeldzame soort met ruwweg twee zwaartepunten: Zuid-Limburg en Zeeland. Beklierde heggenroos staat op de Nederlandse Rode Lijst als zeldzaam en stabiel of toegenomen.

## Fotogalerij

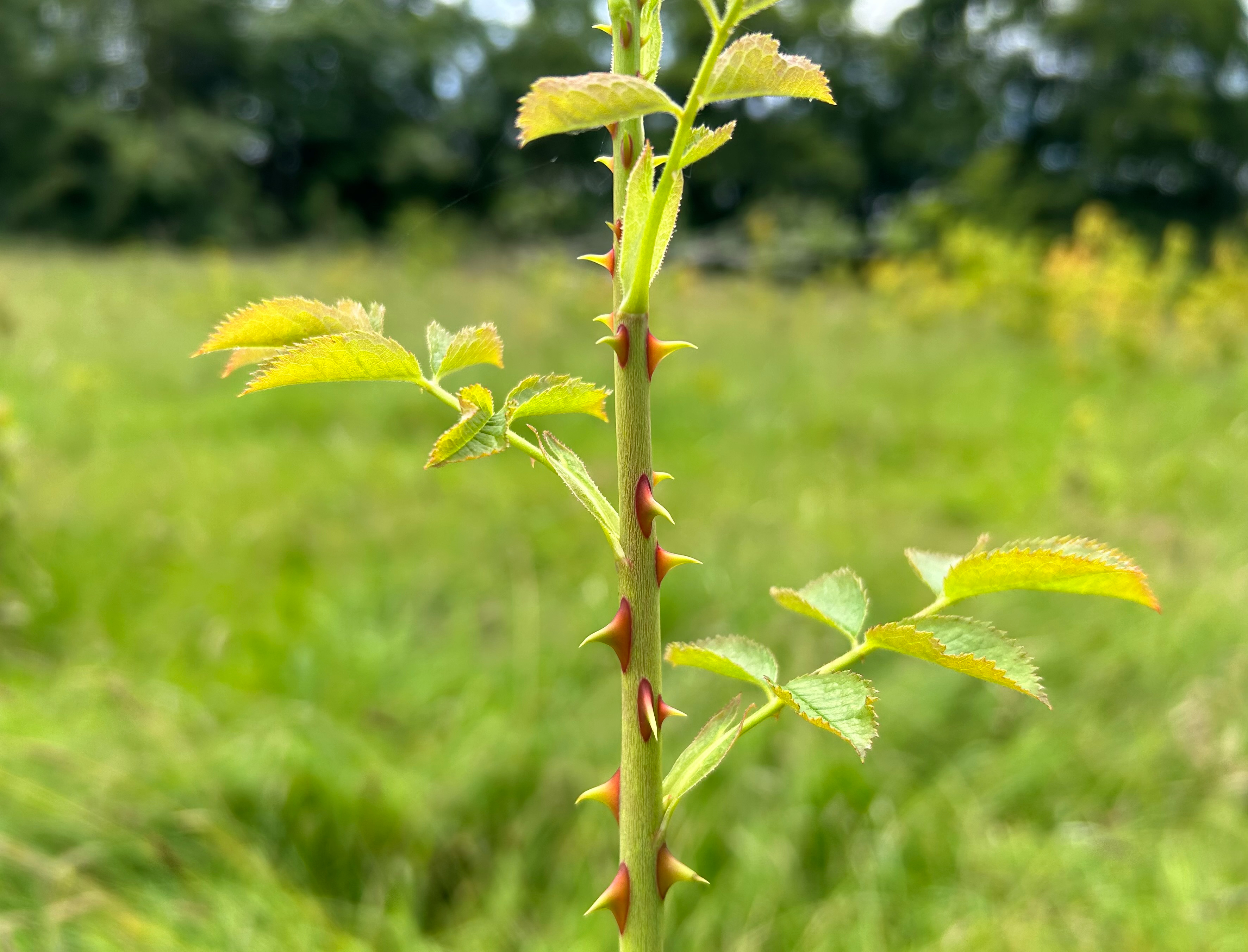
Close-up van een loot van jong exemplaar
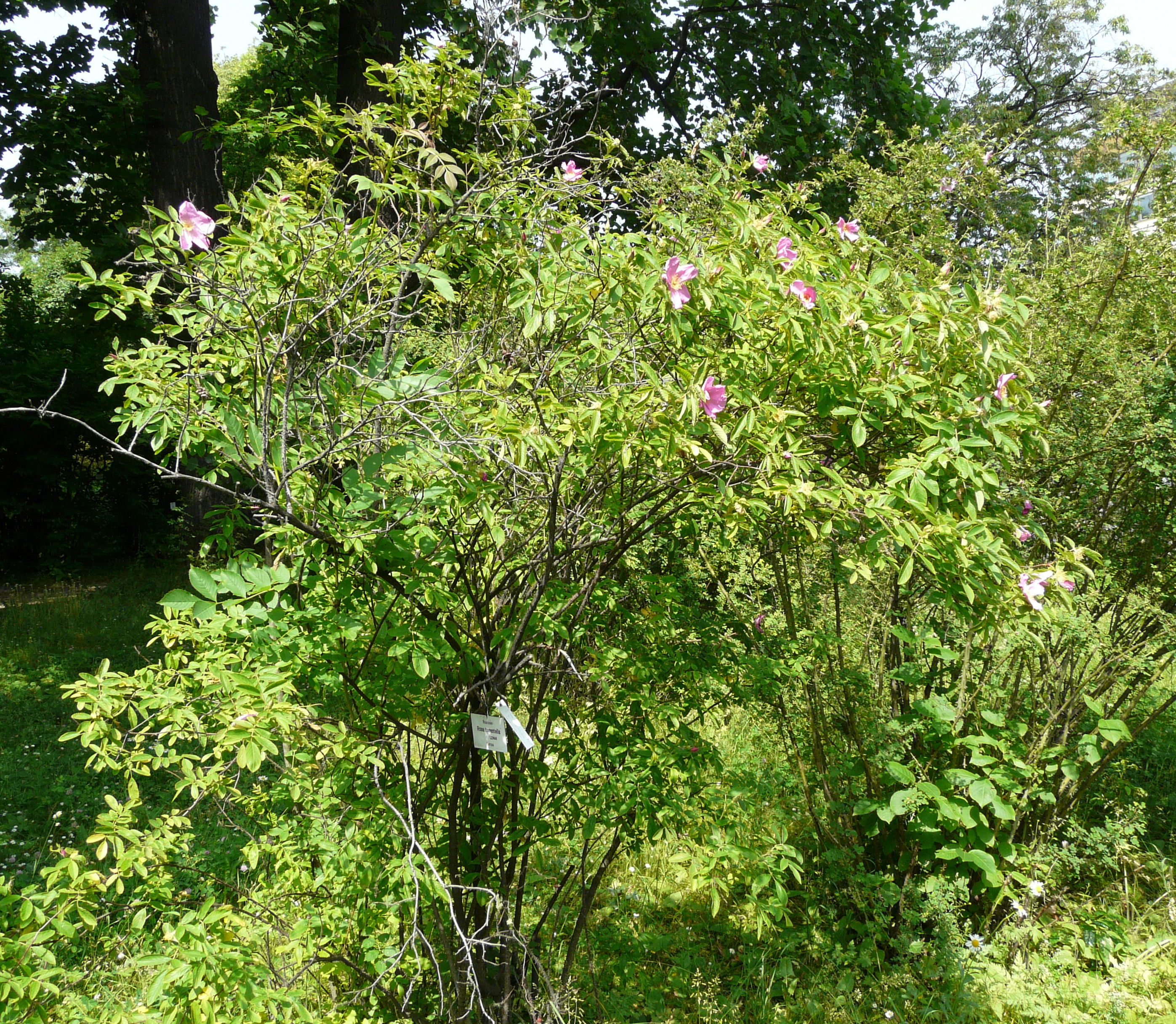
Struik
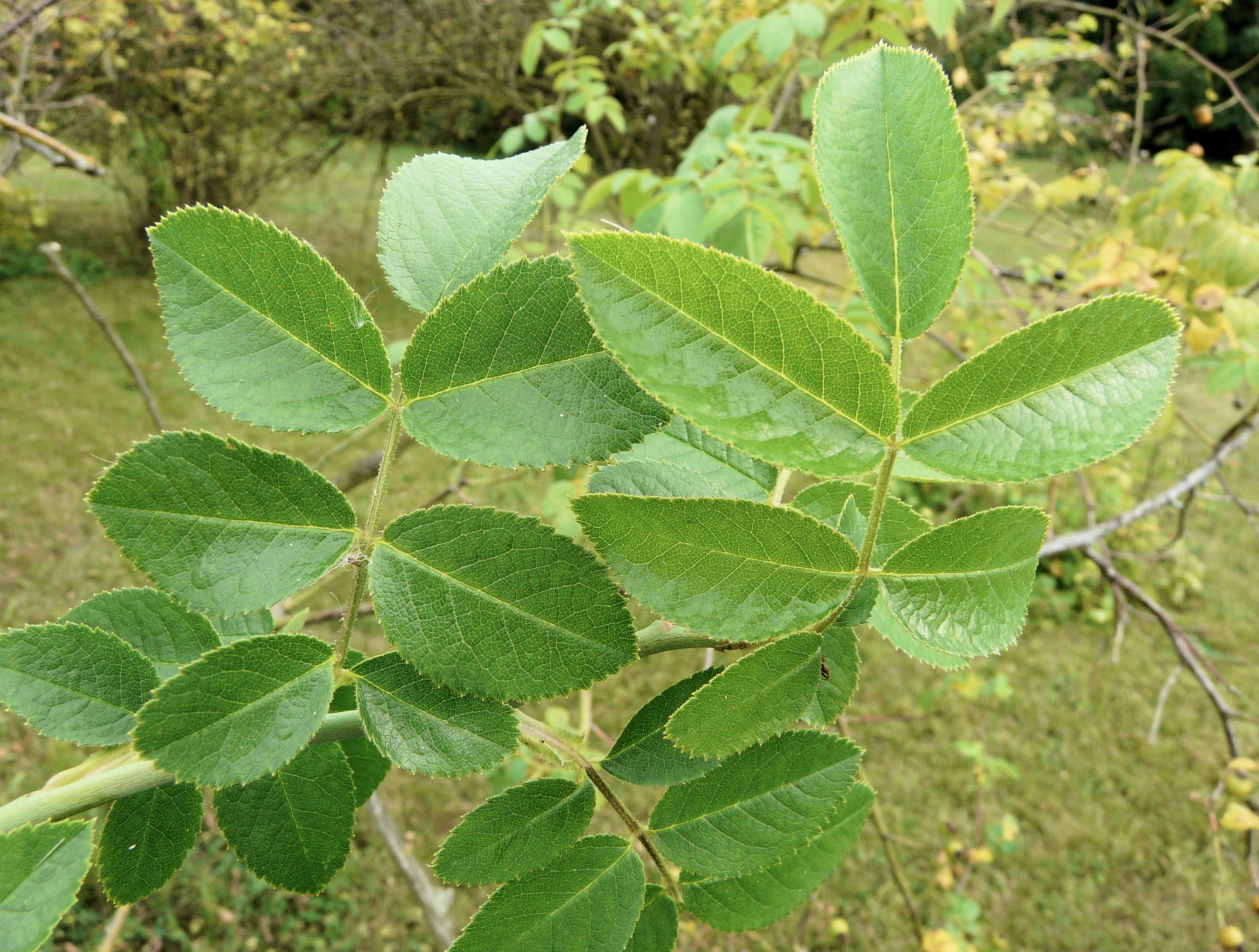
Blad
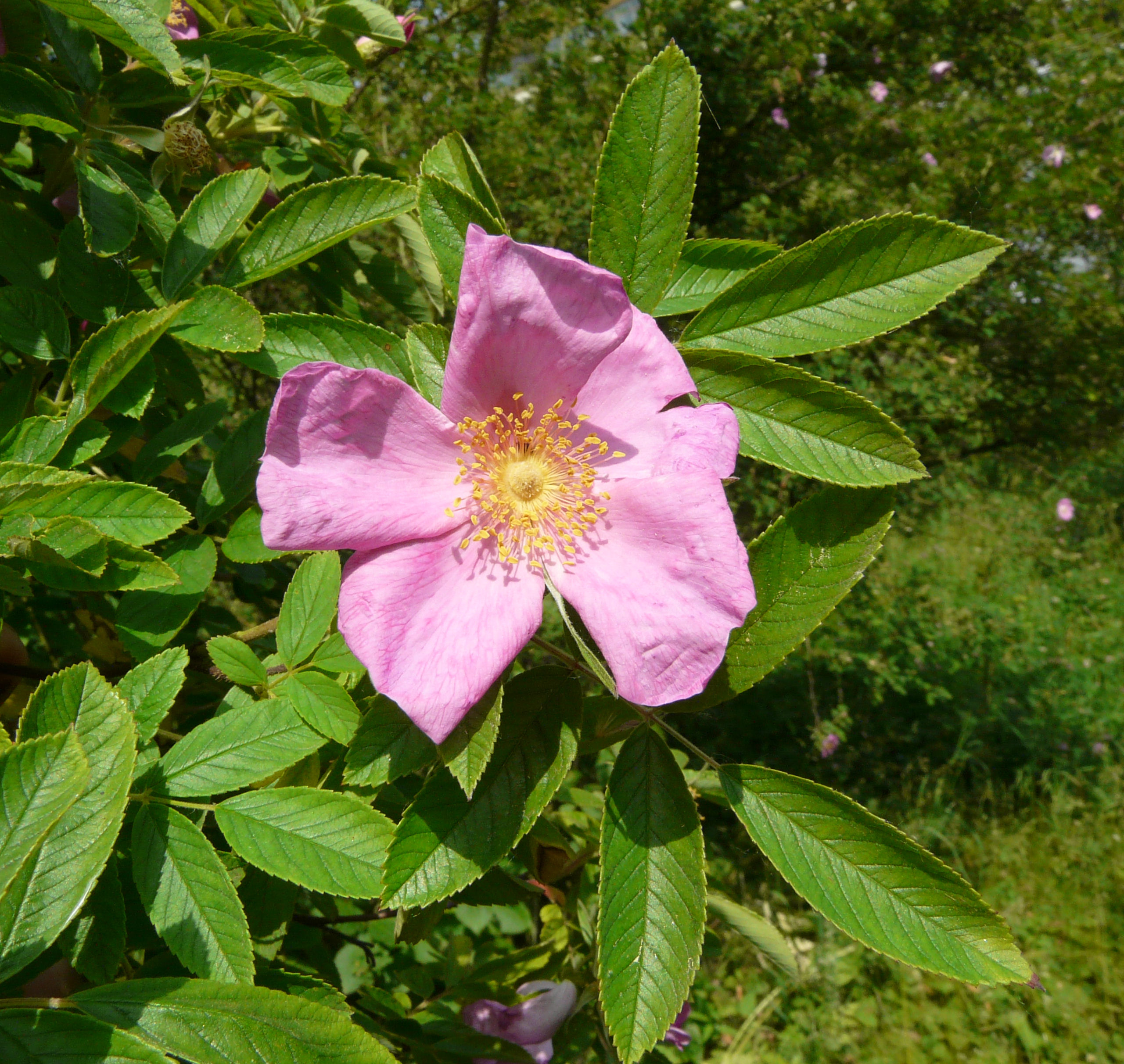
Bloem
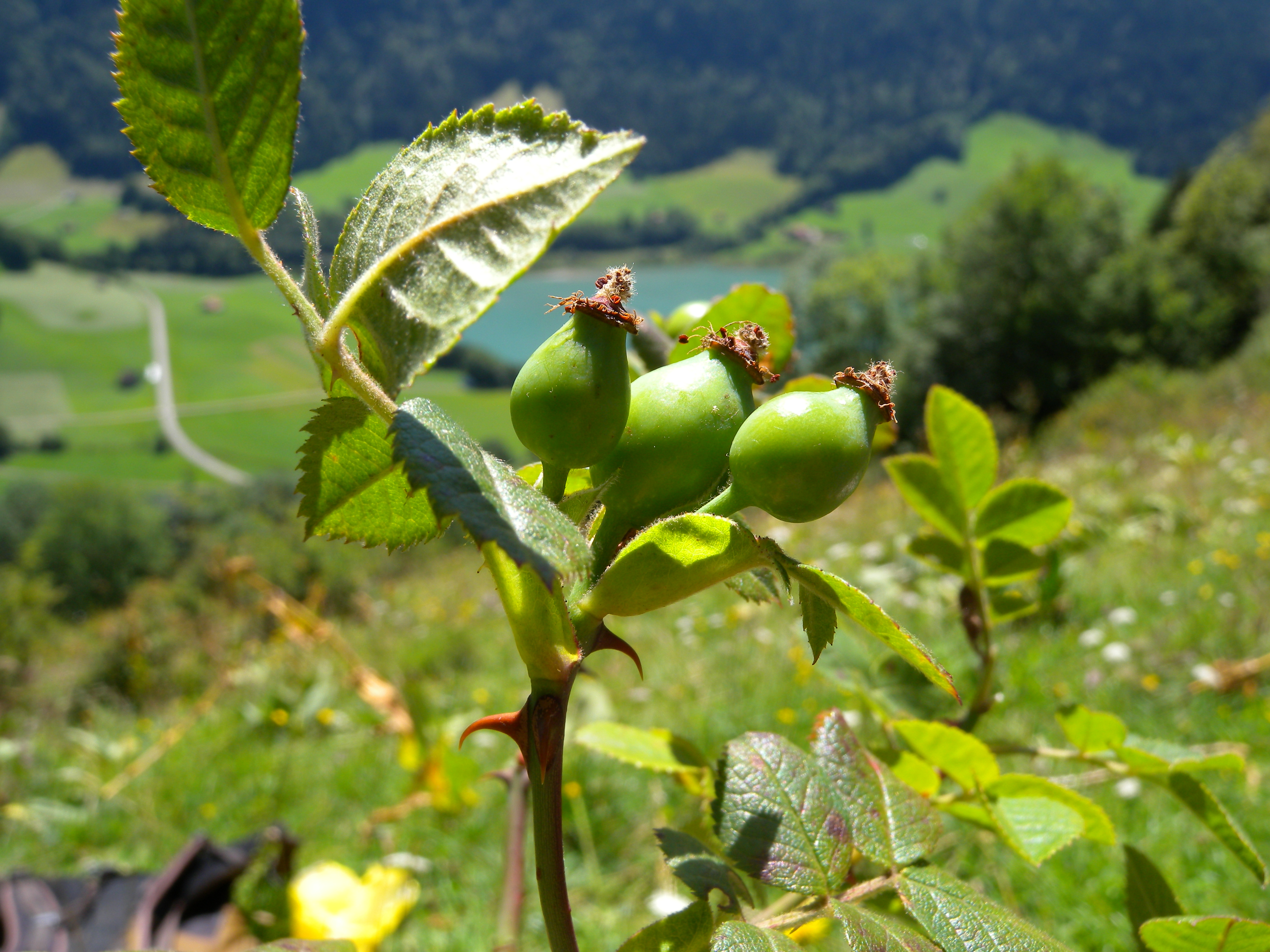
Vruchten